# Un billete de ida
Un billete de ida (en francés Un aller simple) es una novela del escritor francés Didier van Cauwelaert, con la que éste obtuvo en 1994 el Premio Goncourt. Fue publicado en 1996 por Alianza Cuatro.

## Argumento
Aziz es un niño superviviente de un accidente de tráfico que fue recogido por gitanos de origen rumano y que vive en la periferia de Marsella del robo de equipos de sonido de los automóviles. Los únicos papeles (falsos) que tiene son los más baratos de conseguir, los de una marroquí. Tras ser denunciado por un perista es detenido y se le implica en una gran operación publicitaria: un agregado cultural le acompañará a su "país de origen" y ayudará a Aziz en lo posible a reintegrarse en un país en el que no ha estado nunca y del que no conoce ni el idioma.
El agregado cultural Schneider, lorenés con residencia en París y en proceso de separación y Aziz emprenderán un viaje mitológico, pues Aziz hace creer a Schneider que proviene de un pueblo oculto entre las montañas, una especie de reminiscencia del paraíso terrenal, obra de la portentosa imaginación de Aziz. Valérie, una guía francesa harta de turistas horteras les acompañará en este camino hacia un lugar desconocido. 

## Estilo
Didier van Cauwelaert mezcla el tono dramático con el humorístico. En esta novela aparecen muchos de sus temas favoritos: el extrañamiento, la incapacidad de comprender al otro, y la zozobra que produce la falta de la figura paterna.

## Cine
Laurent Heynemann dirigió la versión cinematográfica de esta novela en 2001.